# Liga Nacional de Futsal (Brasil)
La Liga Nacional de Futsal, conocida también por su acrónimo LNF, es la máxima competición profesional de fútbol sala en Brasil y la más importante en América, además de ser uno de los campeonatos más importantes del mundo en la modalidad y la cantera de jugadores para las ligas más importantes de Europa en futsal. Desde su creación hasta la temporada 2013 fue organizada por la Confederación Brasileña de fútbol sala, desde entonces hasta la actualidad es gestionada por la propia liga.
El torneo se organizó por primera vez en 1996, y desde entonces ha tenido distintos participantes y modelos de competición. Actualmente hay 23 equipos en régimen de franquicia, y para participar es necesario comprar una plaza, obtener una invitación de los organizadores o asociarse con un club ya existente. Los equipos disputan una liga regular y una fase final.
El actual campeón es Atlântico de Río Grande del Sur.

## Formato
La liga brasileña cuenta con 23 participantes de todo el país, con un formato de fase regular y una fase final por el título. Se juega desde abril hasta noviembre del mismo año. En la primera fase se disputa una liga regular, donde todos los equipos juegan entre sí en una ronda, por lo que cada club habrá disputado 18 encuentros. Los 16 mejores clasificados pasan a la fase final.
La segunda parte del campeonato es una eliminatoria directa, en la que participan 16 formaciones. Cada eliminatoria es al mejor de dos partidos, incluida la final
Debido a las dificultades de calendario generadas por la pandemia de COVID-19, la temporada 2021 se disputará con un formato excepcional de 3 zonas durante la fase regular. Los equipos se enfrentaran a ida y vuelta. Luego los 5 mejores clasificados, más el mejor sexto clasificaran a los play-off.

## Equipos (Temporada 2021)[1]
| Equipo                                | Ciudad                  | Estado              | Pabellón                    | Capacidad |
| ------------------------------------- | ----------------------- | ------------------- | --------------------------- | --------- |
| Minas Tênis Clube                     | Belo Horizonte          | Minas Gerais        | Arena Vivo                  | 3.600     |
| Praia Clube                           | Uberlândia              | Minas Gerais        | Tancredo Neves              | 8.000     |
| Assoeva / Unisc / Alm                 | Venâncio Aires          | Río Grande del Sur  | Parque do Chimarrão         | 5.000     |
| Atlântico                             | Erechim                 | Río Grande del Sur  | CER Atlântico               | 3.500     |
| Carlos Barbosa                        | Carlos Barbosa          | Río Grande del Sur  | Sergio Luiz Guerra          | 5.000     |
| Campo Mourão Futsal                   | Campo Mourão            | Paraná              | Valternei de Oliveira       | 1.000     |
| Umuarama Futsal                       | Umuarama                | Paraná              | Amário Vieira da Costa      | 4.800     |
| Sicredi / Pluma / Muffatão / Cascavel | Cascavel                | Paraná              | Neva                        | 1.200     |
| Marechal Futsal Sicredi               | Marechal Cândido Rondon | Paraná              | Ney Braga                   | 4.800     |
| Marreco Futsal                        | Francisco Beltrão       | Paraná              | Arrudão                     | 2.600     |
| Pato Futsal                           | Pato Branco             | Paraná              | Dolivar Lavarda             | 1.600     |
| Foz Cataratas Poker                   | Foz do Iguaçu           | Paraná              | Costa Cavalcanti            | 1.200     |
| Tubarão Futsal                        | Tubarao                 | Santa Catarina      | Arena Estener Soratto       | 3.500     |
| JEC Krona Futsal                      | Joinville               | Santa Catarina      | Centreventos Cau Hausen     | 4.000     |
| Jaraguá Futsal                        | Jaraguá do Sul          | Santa Catarina      | Arena Jaraguá               | 8.500     |
| Blumenau Futsal                       | Blumenau                | Santa Catarina      | Sesi                        | 5.000     |
| Joaçaba / Jaclani                     | Joaçaba                 | Santa Catarina      | Centro de Eventos da UNOESC | 2.800     |
| Brasilia Futsal                       | Brasilia                | Distrito Federal    | GPAR do Cruzeiro            | 2.500     |
| Juventude AG                          | Dourados                | Mato Grosso del Sur | Unigran                     | 2.000     |
| Corinthians                           | São Paulo               | São Paulo           | Parque São Jorge            | 6.834     |
| Magnus / Athleta                      | Sorocaba                | São Paulo           | Arena Sorocaba              | 4.000     |
| Santo André Intelli                   | Santo André             | São Paulo           | Adib Moisés Dib             | 5.730     |
| São José Futsal                       | São José dos Campos     | São Paulo           | Tenis Clube                 | 2.500     |

## Palmarés
| Año  | Campeón          | Subcampeón       |
| ---- | ---------------- | ---------------- |
| 1996 | Internacional    | Vasco da Gama    |
| 1997 | Atlético Mineiro | Banespa          |
| 1998 | Ulbra            | Carlos Barbosa   |
| 1999 | Atlético Mineiro | Miécimo          |
| 2000 | Vasco da Gama    | Atlético Mineiro |
| 2001 | Carlos Barbosa   | Ulbra            |
| 2002 | Ulbra            | Minas            |
| 2003 | Ulbra            | Carlos Barbosa   |
| 2004 | Carlos Barbosa   | Ulbra            |
| 2005 | Malwee Jaraguá   | Atlântico        |
| 2006 | Carlos Barbosa   | Malwee Jaraguá   |
| 2007 | Malwee Jaraguá   | Krona Futsal     |
| 2008 | Malwee Jaraguá   | Ulbra            |
| 2009 | Carlos Barbosa   | Malwee Jaraguá   |
| 2010 | Malwee Jaraguá   | Copagril         |
| 2011 | Santos           | Carlos Barbosa   |
| 2012 | ADC Intelli      | Krona Futsal     |
| 2013 | ADC Intelli      | Concórdia        |
| 2014 | Brasil Kirin     | ADC Intelli      |
| 2015 | Carlos Barbosa   | ADC Intelli      |
| 2016 | Corinthians      | Magnus Sorocaba  |
| 2017 | Joinville        | Assoeva          |
| 2018 | Pato Futsal      | Atlântico        |
| 2019 | Pato Futsal      | Magnus Sorocaba  |
| 2020 | Magnus Sorocaba  | Corinthians      |
| 2021 | Cascavel Futsal  | Magnus Sorocaba  |
| 2022 | Corinthians      | Atlântico        |
| 2023 | Atlântico        | Joinville        |

## Títulos por equipo
| Equipo                 | Títulos | Subtítulos |
| ---------------------- | ------- | ---------- |
| Carlos Barbosa         | 5       | 3          |
| Jaraguá                | 4       | 2          |
| Ulbra                  | 3       | 3          |
| Magnus/Sorocaba Futsal | 2       | 3          |
| ADC Intelli            | 2       | 2          |
| Atlético Mineiro       | 2       | 1          |
| Pato Futsal            | 2       | 0          |
| Joinville              | 1       | 3          |
| Atlântico              | 1       | 3          |
| Corinthians            | 1       | 1          |
| Vasco da Gama          | 1       | 0          |
| Internacional          | 1       | 0          |
| } Cascavel Futsal      | 1       | 0          |
| Santos                 | 1       | 0          |
| Banespa                | 0       | 1          |
| Concórdia              | 0       | 1          |
| Copagril               | 0       | 1          |
| Minas                  | 0       | 1          |
| Miécimo                | 0       | 1          |
| Vasco da Gama          | 0       | 1          |
| Assoeva                | 0       | 1          |

## Títulos por estado
| Estado             | Títulos | Subtítulos |
| ------------------ | ------- | ---------- |
| Río Grande del Sur | 10      | 9          |
| São Paulo          | 6       | 6          |
| Santa Catarina     | 5       | 6          |
| Minas Gerais       | 2       | 2          |
| Paraná             | 3       | 1          |
| Río de Janeiro     | 1       | 1          |

## Derechos y transmisiones de televisión
En Brasil, los derechos de transmisión de la competición pertenece al canal SporTV, que emite un partido por jornada. Todos los demás partidos son televisados en streaming por LNF TV. En Caribe, la Liga Nacional de Futsal es transmitida en exclusiva por Digicel SportsMax. En los Estados Unidos, beIN Sports y su canal hermano en español beIN-Ñ Sports transmite la Liga Futsal.